# Гелашвили, Ива
Ива Гелашви́ли (груз. ივა გელაშვილი; родился 8 апреля 2001 года, Тбилиси, Грузия) — грузинский футболист, защитник батумского «Динамо» и сборной Грузии.

## Карьера
Гелашвили — воспитанник чешских клубом «Браник», «Богемианс 1905» и «Спарта». 26 ноября 2020 года Ива впервые попал в заявку последних на матч Лиги Европы УЕФА против шотландского «Селтика». В июле 2022 года на правах свободного агента защитник стал игроком батумского клуба «Динамо».
1 августа на правах аренды до конца сезона Гелашвили стал игроком «Сиони». 5 сентября в матче против «Сабуртало» он дебютировал в чемпионате Грузии. В январе 2023 года до конца сезона был арендован клубом «Сабуртало». 8 марта в матче против «Шукура» он дебютировал за новый клуб. 18 марта в матче против «Самтредиа» он забил первый гол за новую команду.
23 августа был отдан в аренду итальянскому клубу «Специя». 3 сентября в проигранном матче против «Комо» он дебютировал в итальянской Серии B.

## Международная карьера
В 2023 году в составе молодёжной сборной Грузии Гелашвили принял участие в молодёжном чемпионате Европы. На турнире он сыграл в матчах группового этапа против Португалии, Бельгии, Нидерландов и четвертьфинале против Израиля.